# فرودگاه بین‌المللی ریون
 فرودگاه بین‌المللی ریون (به انگلیسی: Rivne International Airport) یک فرودگاه همگانی با کد یاتا RWN است که یک باند فرود آسفالت دارد و طول باند آن ۶۵۵ متر است. این فرودگاه در شهر ریونه کشور اوکراین قرار دارد و در ارتفاع ۲۳۰ متری از سطح دریا واقع شده است.